# Wiesław Rudkowski
Wiesław Ksawery Rudkowski (Łódź, 22 marzo 1946 – Varsavia, 14 febbraio 2016) è stato un pugile polacco.

## Palmarès

### Olimpiadi
- 1 medaglia:
  - 1 argento (Monaco di Baviera 1972 nei pesi superwelter)